# روكساني سوتزس
روكساني كاراتزا سوتزوس (1783-أبريل 1868)، منظمة فعاليات ثقافية من يونان الفنار، بدأت نشاطها ضمن الإمبراطورية العثمانية؛ هي ابنة جون كاراجيا، وأخت رالو كاراتزا أرجيروبولوس، وزوجة مايكل سوتزس، وكانت الأميرة القرينة لإمارة البغدان بين يونيو 1819-أبريل 1821. وحدت التسوية الزوجية بين آل كاراجيا الأقوياء مع آل سوتزس الأضعف سياسيًا، لكن سرعان ما اختلفت العشيرتان الفناريتان، واختارت روكساني أسرتها بالتبني. بدأ الانفصال في أواخر عام 1812، عندما أصبح كاراجيا أميرًا للأفلاق تحت الوصاية العثمانية. خدم مايكل ترجمانًا للباب العالي، ونافس على هذا المنصب وعمل على الإطاحة بوالد زوجته. تخلى الأخير عن عرشه في أواخر عام 1818، لكن مايكل خسر المنافسة أمام عمه الثاني ألكسندروس. عُوض بعرش إمارة البغدان.
دعمت روكساني، خلال فترة حكمها القصيرة، تعاون زوجها مع المجتمع الودي، وساعدت في التحريض على حرب الاستقلال اليونانية التي بدأت على أراضي إمارة البغدان في فبراير 1821. اتضح أن قضية المجتمع الودي آيلة للفشل، فتنازل مايكل عن العرش وقرر الهجرة مع عائلته، ما جعل من روكساني آخر أميرة فنارية في إمارة البغدان.
طُرد آل سوتزس إلى الإمبراطورية الروسية، واستقروا لفترة في كيشيناو، حيث تواصلت روكساني مع اثنين من الشخصيات الأدبية، ألكسندر بوشكين وجان ألكسندر بوتشون. سُمح لهم بالعيش هناك حتى عام 1822، عندما طلب العثمانيون تسليم مايكل. احتُجزوا لثلاث سنوات في الإمبراطورية النمساوية، ثم استقروا في عام 1825 مع آل كاراجيا في دوقية توسكانا الكبرى، وانخرطوا في المؤامرات السياسية. بعد مغامرة التحالف الودي، أصبحوا معدمين ماديًا، وأعانهم المصرفي السويسري جان غابريل إينارد، واصطحب مايكل عائلته إلى جنيف لفترة من الوقت.
تجاهلت الجمهورية اليونانية المُعلنة حديثًا، والتي كانت عمومًا مناهضة لتوجهات للفناريين، آل سوتزس طوال عشرينيات القرن التاسع عشر، حتى عندما تعهدوا بالولاء لحكومتها. تدخل إينارد، وعُين مايكل مبعوثًا دبلوماسيًا يونانيًا خلال استعراش آل بوربون للحكم في فرنسا (ومن ثم خلال ملكية يوليو التي كانت خلال خدمته أيضًا)، لكنه هُمش في النهاية باعتباره داعمًا خطيرًا للحزب الروسي.
عينت المملكة اليونانية الخلف مايكل في مناصب مختلفة، بما في ذلك منصب السفير في روسيا. عاشت روكساني معه في باريس وسانت بطرسبرغ في ثلاثينيات القرن التاسع عشر، وكان معهما ابنهما البكر إيوانيس «ميكالفودا» الذي كان سكرتيرًا مفوضًا. أمضى الزوجان الأميران عقودهما الأخيرة في أثينا، حيث أدارت روكساني صالونًا أدبيًا. خلال الفترة التي سبقت وفاتها عام 1868 كان أقاربا زوجها، الأكاديمي اليوناني بيتروس باباريجوبولوس والسياسي الروماني ديميتري ستوردزا، مقربان منها.

## سيرة الحياة

### النشأة والاعتلاء
ولدت روكساني عام 1783، ما جعلها أكبر من زوجها المستقبلي بقليل. تنتمي إلى سلالة آل كاراجيا، وأيضًا إلى عشائر فنارية أخرى في المملكة العثمانية، إذ كانت جدتها لأبيها سلطانة من عائلة مافروكورداتوس، ما جعل روكساني حفيدة جون الثاني مافروكورداتوس الذي كان أمير إمارة البغدان في أربعينيات القرن الثامن عشر، ومن ذرية ملوك البغدان غير الفناريين (بمن فيهم أمير القرن الخامس عشر شتيفان الكبير). والدتها إيليني سكانافي، ابنة مصرفي من الفناريين، وكان للزوجين أربعة أطفال آخرين، أشهرهم الأميرة رالو، المولودة عام 1799 في اسطنبول، والتي تزوجت من جورجيوس أرجيروبولوس (أو أرغيروبول). تزوجت ابنة جون وليلي الصغرى سماراغدا من سبريدون ديميتريوس مافروجينيس، وأنجبا ولدين هما جورجيوس وكونستانتينوس (وُلد الأخير حوالي عام 1799).
تولى والد روكساني منصب ترجمان الباب العالي في عام 1812، وعين مايكل سوتزس مساعدًا له. تزوج مايكل وروكساني في نفس العام، رغم إفادة عالم الأنساب كونستانتين بأنهما ربما كانا متزوجين حوالي عام 1800. ولد طفلهما الأول، يوانيس «ميكالفودا» سوتزس، في 30 أغسطس 1813، وتبعه ثلاثة أبناء آخرين، جريجوريوس، وجورجيوس (ولد عام 1817)، وكونستانتينوس (ولد عام 1820)، وثلاث بنات، رالو (تزوجت باباريجوبولوس)، وإيليني (سوتزس)، وماريا (زوغرافوس).
أفاد تقرير للدبلوماسي البروسي ألكسندر فرايهر فون ميلتيتز عام 1817، أن مايكل «الرجل الوسيم الفريد، بالكاد امتلك الموارد لإعالة نفسه، وتلقى منذ زواجه راتبًا شهريًا من والد زوجته بمقدار سبعين ألف قرشًا، وأحيانًا أقساط استثنائية بين خمسين ومئة وعشرين ألف قرش».
اعتلى والد روكساني عرش منطقة الأفلاق في أواخر عام 1812، والتي كانت تابعة للإمبراطورية العثمانية ويسكنها الرومان، مثل البغدان المجاورة (الإمارتان الدانوبيتان). عنى ذلك اعتلاءً سياسيًا لأرجروبولوس، الذي دعم والد زوجته بصفة القائم مقام ثم الوالي الكبير على إقطاعية الأفلاق في أولتينيا.
أفاد الدبلوماسيون البروسيون في أكتوبر 1815، أنه في الوقت الذي خيب فيه آل كاراجيا آمال السلطان محمود الثاني، كان مايكل سوتزس المرشح لاعتلاء العرش في بوخارست. تولى أخيرًا منصب ترجمان الباب العالي في أكتوبر 1817، بعد تلقي الدعم من الحاكم العثماني المؤثر حالت أفندي الذي كان أيضًا شريكه المزعوم في الصفقات الاحتيالية. وجد في هذا المنصب نقطة انطلاق نحو عرش الأفلاق، وأنفق الأموال في سبيل ذلك.
في الأفلاق، روج آل كاراجيا للثقافة اليونانية، إذ أسست الأميرة رالو في أواخر عام 1817 في بوخارست «أول فرقة مسرحية محترفة (باللغة اليونانية) في الأراضي الرومانية». عُدت هذه المبادرات تجليات للقومية اليونانية، بدعم من المجتمع الودي (الجمعية السرية المناهضة للعثمانيين). زار نيكولاوس جالاتيس في عام 1817 أيضًا المجتمع الودي بوخارست، على الرغم من أنه لم ينجح في حشد جون كاراجيا لدعم قضيته، لكنه تمكن من كسب دعم شقيق روكساني كونستانتينوس وصهرها، أرغيروبول الذي كان عضوًا في المجتمع الودي أيضًا. يقترح الباحث إليسافيت باباليكسوبولو أن هناك سببًا ما لافتراض عضوية الأميرة رولو في المجتمع الودي، أو على الأقل تقدمها للعضوية.
فر الأمير جون من الأفلاق في أواخر عام 1818 خوفًا من الانتقام العثماني، ووجد الأمان في الإمبراطورية النمساوية، ثم في الكونفدرالية السويسرية. عرّض هذا الحادث حالت وحاشيته للاضطهاد من قبل السلطان الغاضب كما ناقش البروسي ليوبولد فون شلادين في ذلك الوقت، ولم يُنحّ حالت بالكامل، وكان ما زال من الممكن لمايكل سوتزس أن يتولى المنصب في بوخارست. تولى العرش ألكسندروس سوتزوس، الذي كان عم مايكل الثاني. منع مرسوم السلطان جميع الفناريين تقريبًا -باستثناء آل سوتزس- من تولي المكاتب الأميرية في الأفلاق أو البغدان.
عُين مايكل أخيرًا أميرًا للبغدان في 24 يونيو 1819، مع انتهاء ولاية سكارلات كاليماشي التي دامت سبع سنوات، إذ كانت خالة روكساني سماراغدا مافوجينيس كاليماشي سلفها كأميرة قرينة. ما إن رحل مايكل إلى البغدان حتى تسبب الحاكم الجديد بفضائح تتعلق بإنفاقه الباهظ وتسامحه مع الممارسات الفاسدة.
لوحظ من قبل جين، أن توثيق اعتلاء سوتزس سيئ في المصادر التقليدية، لكنه غني إلى حد ما بالوثائق المرئية، ويعود ذلك إلى زيارة الفنان الفرنسي لويس دوبريه إلى البغدان، الذي رسم لوحات لمايكل وإيليني، وبشكل غير عادي، صورة للخيمة الأميرية التي تضم روكساني واثنتين من بناتها.
رحب هذا البلاط الأميري المتحرك بآخر الوافدين من العملاء الفناريين من البغدان، مثل عائلتي رومالو وكوزاديني، وأيضًا سلطانة كوزاديني، التي كانت خادمة روكساني. أدى جورجيوس سوتزوس بصفته الأمير الصغير (أو بايزاد) دور الأب الروحي في حفل زفاف سلطانة على بويار البغدان إيوان كوزا.